# Cerro Risco Plateado
Le cerro Risco Plateado est un stratovolcan situé en Argentine.